# Victoria: An Empire Under the Sun
Victoria: Empire Under The Sun – gra komputerowa szwedzkiej firmy Paradox Entertainment, która została wydana w 2003 roku (w Polsce w 2005 w pakiecie z Dwiema Różami i Koroną Północy) jako piąta część serii gier pt. Europa Universalis. Gra należy do gatunku grand strategy wargame, rozgrywka polega na zarządzaniu wybranym państwem poprzez ingerencję w politykę społeczną, ekonomiczną oraz w przebieg działań wojskowych. Gra nie koncentruje się tylko na jednym państwie, ale pokazuje zależności pomiędzy całym ówcześnie znanym światem. W tej części Europa Universalis gra zaczyna się w 1836, a kończy w 1920 roku. W grze występują dwustronne umowy i alianse, wojny kolonialne, walki o prowincje, rokowania pokojowe, umowy handlowe, itp.

## Rozgrywka
Jednym z najbardziej nowatorskich rozwiązań było podzielenie ludności na tzw. POPy (ang. Part Of Population) pełniące określoną rolę (Rolnicy, Robotnicy, Rzemieślnicy, Urzędnicy, Duchowni, Żołnierze, Kapitaliści, Oficerowie i Arystokraci). Każdy POP ma własne współczynniki zadowolenia, wojowniczości, poglądy itp. mają one oryginalne nazwy. W grze wyróżniono narodowości i religie, co sprawia, że ludność jest różnorodna. Z czasem grupy obywateli dotykają problemy społeczne i ideologiczne.

### Jednostki wojskowe
W grze gracz ma parędziesiąt jednostek do wyboru. Główne typy jednostek lądowych to piechota, kawaleria i dragoni. Ich parametry bojowe można modyfikować poprzez dołączanie brygad takich jak artyleria, gwardia, saperzy i inne. Jednostki morskie są bardziej zróżnicowane, ich dostępność jest zależna od poziomu badań naukowych. Gracz ma do wyboru między innymi fregaty, krążowniki oraz pancerniki. Wynik starcia wojsk zależy od liczebności, rodzaju jednostek, stopnia ich rozwoju technologicznego oraz różnych detali (np ukształtowania terenu). Jednostki często noszą oryginalne historyczne nazwy.

### Ekonomia
Kolonizacja w grze jest ułatwiona. Można budować w prowincjach budynki kolonialne typu: faktoria, misja, stacja węglowa i fort. Aby zająć dane ziemie, trzeba posiadać wszystkie kolonie na najbliższym obszarze. Gracz może rozbudowywać tzw. „Ośrodki Zbierania Surowców”, takie jak kopalnie, rafinerie, farmy lub sady. Na poziomie stanu gracz może budować różne fabryki, które do funkcjonowania wymagają surowców, a wytwarzają ważne produkty, np.: amunicję, artylerię, części mechaniczne, urządzenia elektryczne czy broń ręczną.

### Warunki zwycięstwa
Podstawowymi wyznacznikami poziomu rozwoju państwa są potencjał przemysłowy, potencjał wojskowy i prestiż. Suma punktów zgromadzonych w tych trzech dziedzinach jest wynikiem końcowym danego państwa. W grze dostępne są cztery scenariusze, rozpoczynające się w latach 1836, 1861, 1881 i 1914.

## Victoria: Revolutions
W 2006 roku firma Paradox Interactive stworzyła dodatek Victoria: Revolutions. Jego premiera odbyła się 17 sierpnia 2006 roku.